# Gilgit-Baltistan
Gilgit-Baltistan (urdujsko گلگت بلتستان‎), nekdaj znan kot  Severno območje, je najsevernejš administrativno območje v Pakistanu. Meji na Azad Kašmir na jugu, provinco Hajber Paštunkva na zahodu, na Vakanski koridor v Afganistanu na severu, na kitajsko regijo Sinciang na vzhodu in severovzhodu, in na indijsko zvezno državo Džamu in Kašmir  na jugovzhodu. Meja z Indijo je Linija kontrole (LoC), ki jo je leta 1949 določila OZN (UNCIP/UNMOGIP). Na tej liniji so se odvijale vse kašmirske vojne, nazadnje v t.i. Kargilski vojni (tretja kašmirska vojna), v zagrizeni visokogorski vojni nad 5000 m nadmorske višine, po premirju leta 1999 pa se je spet vrnila na raven iz leta 1972. Vse od takrat se napetosti pojavnljajo zaradi posameznih incidentov.
Gilgit-Baltistan obsega površino 72.971 km² in je imel leta 2015 približno 1,8 milijona prebivalcev. Ta regija je del velikega ozemlja Kašmirja, ki je predmet teritorialnega spora med Indijo, Pakistanom in Kitajsko. Pokrajina je visokogorska. Glavno mesto je Gilgit z okoli 216,760 prebivalci. V Gilgit-Baltistanu se nahaja pet osemtisočakov in več kot petdeset vrhov visokih nad 7000 metrov. Tu so trije najdaljši ledeniki na svetu. Glavna turistična aktivnost je pohodništvo in gorništvo.
Po projektu kitajsko-pakistanskega gospodarskega koridorja naj bi se preko spornega ozemlja Gilgit-Baltistan zgradila ceste Kašgar-Havelian preko Kundžerabskega prelaza dolga 1100 km in povezala pakistansko globokomorsko pristanišče Gvadar s pristaniščem Južne Kitajske Guangdžov.

### Regije
Gilgit-Baltistan je administrativno razdeljev v tri pokrajini ki so naprej razdeljene na deset okrajev, ki sestavljajo štiri v Baltistanu: Skardu, Šigar, Karmang in Ghanče, ter štiri v Gilgitu: okraj Gilgit, Gizer, Hunza in Nagar ter dva okraja v pokrajini Diamer: Diamer in Astore. Temeljna administrativna centra sta mesti Gilgit in Skardu.
| Pokrajina | Okraj          | Površina (km²) | Glavno mesto     | Prebivalci (2013) | Pokrajinsko glavno mesto |
| --------- | -------------- | -------------- | ---------------- | ----------------- | ------------------------ |
| Baltistan | Ghanče         | 4,052          | Khaplu           | 108,000           | Skardu                   |
|           | Šigar          | 8,500          | Šigar            | -                 |                          |
|           | Karmang        | 5,500          | Karmang          | -                 |                          |
|           | Skardu         | 8,700          | Skardu           | 305,000*          |                          |
| Gilgit    | Gilgit         | 14,672         | Gilgit           | 222,000           | Gilgit                   |
|           | Gizer (Ghizer) | 9,635          | Gahkuč (Gahkuch) | 190,000           |                          |
|           | Hunza          | 7,900          | Aliabad          | 70,000 (2015)     |                          |
|           | Nagar          | 5,000          | Nagar            | 51,387 (1998)     |                          |
| Diamer    | Diamer         | 10,936         | Čilas            | 214,000           | Čilas                    |
|           | Astore         | 5,092          | Eidghah          | 114,000           |                          |

- kombinirano prebivalstvo iz okrajev Skardu, Šigar in Karmang. Okraja Šigar in Karmang sta bila izdvojena iz okraja Skardu po letu 1998. Ocena števila prebivalcev Gilgit-Baltistana je v letu 2015 bila okoli 1,8 milijona[5] ter skupna stopnja rasti prebivalstva med leti 1998 in 2011 je bila 63,1% kar pomeni 4,85% letno.[14][15]

## Geografija in podnebje
Gilgit in Skardu sta dve glavni središči in postaji za ekspedicije v  okoliške sedem in osemtisočake. Območje je eno od najvišjih svetovnih gorskih grebenov. Glavno je pogorje Karakorum in zahodna Himalaja. Pamirsko pogorje je na sever, in Hindukuš leži na zahodu. Med najvišjimi vrhovi so K2 (Mount Godwin-Austen) in Nanga Parbat, slednji je eden od najbolj zastrašujočih gora na svetu.
Trije od najdaljših ledenikov na svetu najdemo v Gilgit-Baltistanu: ledenik Biafo, ledenik Baltoro in ledenik Batura. Dodatno je v Gilgit-Baltistanu tudi nekaj visokogorskih jezer:
- Jezero Šeosar v Deosai ravnini, Skardu
- Jezero Naltar v Naltar dolini, Gilgit
- Satpara Tso (jezero) v Skardu, Baltistan
- Kačura Tso (jezero) v Skardu, Baltistan
- Žarba Tso v Šigar, Baltistan
- Forok Tso v Skardu, Baltistan
- Jezero Karfak v  Gangče, Baltistan
- Bjarsa Tso v Gultari, Astore
- Jezero Borith v  Godžal, gornja r Hunza, Gilgit
- Jezero Rama blizu Astore
- Jezero Ruš pri Nagarju, Gilgit
- Jezero Kromber pri Prelazu Kromber v Iškoman dolini, Okraj Gizer
- Jezero Barodarokš v Dolini Bar, Nagar
- Jezero Goraši v Gandus dolini, Karmang

Planota Deosai je nad 3000 m nadmorske višine in predstavlja drugo najvišjo planoto na svetu na 4115 metrih po Tibetu. Planota leži vzhodno od Astore, južno od Skardu in zahodno od Ladaka. Območje je bilo proglašeno za narodni park leta 1993. Planota Deosai pokriva področje, ki obsega skoraj 5000 km2. Skoraj pol leta (med septembrom in majem), je planota pokrita s snegom in pozimi odrezana od preostalega Baltistana. Vas Deosai leži blizu Čilum čoki in je povezana z okrajem Kargil v Ladaku s cesto prevozno celo leto.
- Jezero Satpara, Skardu, leta 2002
- Zgornje jezero Kačura
- Brod na AttaAbad jezeru
- Jezero Šangrila, Skardu
- Slap Mantoka